# 1927 en rugby à XV
Cette page présente les faits marquants de l'année 1927 en rugby à XV : les principales compétitions et évènements liés au rugby à XV et rugby à sept ainsi que les naissances et décès de grandes personnalités de ce sport.

## Principales compétitions
- Currie Cup
- Championnat de France (du ?? ???? 1926 au 29 mai 1927)
- Tournoi des Cinq Nations (du 1er janvier au 2 avril 1927)

## Événements

### Mars
- 19 mars : l'Écosse et l'Irlande terminent premières du Tournoi des Cinq Nations 1927 en remportant trois victoires et en concédant une défaite.

### Mai
- 29 mai : le Stade toulousain est champion de France en battant le Stade français sur le score de 19 à 9[1].

### Juin
- 29 juin : le Hamilton RFC est fondé sous le nom de Hamilton Academy FP par d'anciens élèves de l'école d'Hamilton Academy[2].
- ? juin : le Kent est champion d'Angleterre des comtés.
- ? juin : la Western Province remporte la Currie Cup.

## Principaux décès
- 21 février : Angus Buchanan, joueur international écossais (° 15 janvier 1847).
- 26 mai : Aimé Cassayet, 34 ans, joueur français (° 8 avril 1893)[3].